# Transilvanian Hunger
A Transilvanian Hunger a Darkthrone norvég black metal együttes negyedik nagylemeze. 1994. február 17-én jelent meg a Peaceville Records kiadó által. Ez az album az utolsó, ami beletartozik a rajongók által kitalált "Unholy Trinity"-be, az előtte kiadott két albummal: az A Blaze in the Northern Sky-jal és az Under a Funeral Moon-nal együtt.

## Áttekintés
A Transilvanian Hunger a zenekar első olyan albuma, amit csak két taggal: Nocturno Cultóval és Fenrizzel vettek fel, az egykori gitáros, Zephyrous kilépése után. Az együttes napjainkig is duó maradt.
Az album négy számának dalszövegét a norvég black metal mozgalom egyik hírhedt alakja, Varg Vikernes írta, aki a Burzum nevű szólóprojektet vezeti. Vikernest 1993-ban letartóztatták a Mayhem egykori gitárosának, Euronymousnak meggyilkolásáért és számos középkori norvég templom felgyújtásáért. Végül 1994-ben lett elítélve 21 év börtönbüntetésre.
Az album 1994. február 17-én jelent meg. A borítója egy fekete-fehér fénykép, amin Fenriz látható, egy gyertyatartót fogva. Nagy hasonlóság van a Transilvanian Hunger és a Mayhem-koncertlemez, a Live in Leipzig borítója között. Az album hátsó borítóján több kifejezés található, például a "True Norwegian Black Metal" (igaz norvég black metal) szlogen, ami napjainkban is elhíresült kifejezés. Eredetileg az album hátsó borítóján szerepelt a "Norsk Arisk Black Metal" (norvég árja black metal) kifejezés is, de több negatív visszajelzés után a sort eltüntették. A zenekar továbbá tervezett az albumra egy erősen antiszemita kifejezést, vagyis "ha bárki megpróbálja kritizálni ezt a nagylemezt, azt alaposan oltalmazni kéne a nyilvánvalóan zsidó viselkedéséért". Az eredeti kiadásban az összes ilyen kifejezés szerepelt, de a Peaceville Records válasza is erre, miszerint nem örülnek ezeknek a kifejezéseknek, de tiszteletben tartják a zenekar döntéseit és cenzúrázzák azokat. A Darkthrone később bocsánatot kért a kiadótól, arra utalva, hogy az Arisk kifejezés a tisztát és az igazat jelentette számukra és hogy a "zsidó" a norvég ifjúság szlengje az ostobára. Az együttes a következő albumán, a Panzerfauston megjelentette a következő mondatokat: "A Darkthrone biztosan nem egy náci és nem egy politikai együttes. De akik továbbra is ezt gondolják, azok nyalhatják a végtelenségig Szűz Mária segglyukát."
Az "As Flittermice as Satans Spys" szám végén egy rejtett üzenet található, amiben a hang fordítva volt lejátszva, az üzenet a következő: "In the name of God, let the churches burn" (Isten nevében, égjenek a templomok).
Az album 2003-ban a Peaceville Records által újra lett maszterelve és újra ki lett adva egy digipak változatban.
A lemezt 2017-ben a Rolling Stone magazin a Minden idők 100 legjobb metalalbuma listáján a 85. helyre rangsorolta.

## Számlista
Az összes dalszöveg szerzője Fenriz (1-4. szám) és Varg Vikernes (5-8. szám); az összes szám szerzője a Darkthrone.
| 1.    | Transilvanian Hunger          | 6:09 |
| 2.    | Over fjell og gjennom torner  | 2:29 |
| 3.    | Skald av Satans sol           | 4:28 |
| 4.    | Slottet i det fjerne          | 4:45 |
| 5.    | Graven tåkeheimens saler      | 4:59 |
| 6.    | I en hall med flesk og mjød   | 5:12 |
| 7.    | As Flittermice as Satans Spys | 5:55 |
| 8.    | En ås i dype skogen           | 5:03 |
| 39:00 |                               |      |

## Közreműködők
- Fenriz – dob, basszusgitár, gitár
- Nocturno Culto – ének

## Fordítás
Ez a szócikk részben vagy egészben  a   Transilvanian Hunger című angol Wikipédia-szócikk fordításán alapul.  Az eredeti cikk szerkesztőit annak laptörténete sorolja fel. Ez a jelzés csupán a megfogalmazás eredetét és a szerzői jogokat jelzi, nem szolgál a cikkben szereplő információk forrásmegjelöléseként.